# مصطفى أحمد (مغني)
مصطفى أحمد محمد أحمد الراشد (1944-)، مغني كويتي. قدم للأغنية الكويتية ما يزيد عن 150 أغنية متوزعة في ثماني ألبومات وأخرى مسجلة لدى الإذاعة والتلفزيون الكويتي، واشتهر بغنائه فن السامري، ويعد ألبومه عام 1989 آخر أعماله.

## نشاته
ولد في الكويت عام 1944 وبدأ نشاطه الفني مقتصرًا على الجلسات الغنائية الخاصة بمشاركة الشاعر مبارك الحديبي والملحن عبد الرحمن البعيجان. وشكّل برنامج ركن الهواة بداية ظهوره الإعلامي عام 1964 واتخذ فتى الكويت لقباً له. وقدم في البرنامج أغنية جودي للفنان غريد الشاطئ.

## بداياته الغنائية
سجل أول أغانيه في استديو الموسيقى في إذاعة الكويت عام 1963 بعنوان «ليش تنسى الأيام» وهي من تأليف وألحان عبد الرحمن البعيجان. ثم خلال السنوات قدم الفنان مصطفى أحمد أكثر من 150 أغنية عاطفية ووطنية ودينية وأصدر ثماني ألبومات وشارك في العديد من الحفلات في الكويت والسعودية والإمارات والبحرين وقطر.

## أشهر الأغاني
- «وايد وايد»، من كلمات الشيخ خليفة العبد الله الصباح وألحان عبد الرحمن البعيجان.
- «ياقمر ليلي»، من كلمات يوسف ناصر وألحان الفنان إبراهيم الصولة.
- «يا عزوتي يا ترى» كلمات وألحان الفنان القدير إبراهيم الصولة في عام 1968.
- «قال أحبك أويلاه»، من كلمات مبارك الحديبي وألحان غنام الديكان
- «سرا ليلي» من كلمات الأمير بدر عبد المحسن ومن الحان سراج عمر.[2]
- «أهل الهوى» كلمات محمد التنيب ومن الحان يوسف المهنا
- «الله يا الدنيا» من كلمات الشاعر بدر بورسلي وألحان عبد الرحمن البعيجان
- «مادرينا بك» من كلمات الشاعر خليفة العبد الله ومن الحان عبد الرحمن البعيجان
- «مكتوب علينا» كلمات الشيخ خليفة العبد الله الصباح والحان عبد الرحمن البعيجان
- يا فلانه عندج خبر كلمات مبارك الحديبي والحان احمد باقر
- «البارحة ساهر والدمع يجري»، من كلمات الشاعر فهد بورسلي، عام 1978
- «بياع الهوى»، من كلمات الشاعر محبوب سلطان وألحان الفنان يوسف المهنا
- «ياعين ماليه»، كلمات الشاعر مبارك الحديبي وألحان غنام الديكان
- «يا قلبي انسى» كلمات الشاعر الغنائي خالد العياف وألحان غنام الديكان
- » ليش أحبك» كلمات الشاعر الغنائي خالد العياف وألحان غنام الديكان
- «كل يوم تدانا» من كلمات الشاعر عبد الله الدويـش وألحان غنام الديكان
- «أمانه الله»، من كلمات الشاعر بدر الجاسر وألحان غنام الديكان.
- «كان عمري» من كلمات الشاعر فائق عبد الجليل وألحان غنام الديكان
- «سيد القناديل» من كلمات الشاعر عبد الله عبد العزيز الدويش وألحان غنام الديكان.
- «أطق طاري» كلمات سالم ثاني والحان غنام الديكان.
- «ليتج سمعتيني» من كلمات الشاعر عبد الأمير عيسى وألحان المطرب مصطفى أحمد.
- كما لحن عدد من الأغاني لحبيب فاضل وفيصل عبد الله ومحمد الويس ومبارك المعتوق وحسين جاسم.